# De cuius
De cuius è una locuzione latina con cui si indica una persona defunta, nella sua successione ereditaria.
L'espressione deriva, per ellissi, dall'espressione is de cuius hereditate agitur, che significa letteralmente «colui della cui eredità si tratta».

## Etimologia
È un'espressione normalmente usata nel linguaggio tecnico giuridico e burocratico, come sinonimo e perifrasi di tipo eufemistico in sostituzione dei più diretti vocaboli «morto» o «defunto». Il contesto d'uso dovrebbe essere limitato a una vicenda successoria, intesa come insieme delle conseguenze, per lo più patrimoniali, derivanti dal decesso di un individuo. In molti casi ha lo stesso valore del poco comune ereditando («colui dal quale si eredita») o, nel caso di successioni testamentarie, di testatore («colui che ha fatto testamento»).
La forte ellissi da cui deriva de cuius e il conseguente smarrimento della coscienza etimologica dell'espressione hanno comportato la perdita del riferimento grammaticale alla frase originaria latina. La locuzione,  benché composta da due parole che rappresentano l'abbreviazione di una proposizione relativa, viene oggi correntemente intesa come un sostantivo unico e invariabile sia nel genere (il de cuius, la de cuius) sia nel numero (del de cuius, dei de cuius; ma in latino il plurale sarebbe stato de quorum). Così interpretata, la locuzione può anche ricorrere nella forma univerbata decuius.
Va inoltre notato che, smarrito il contesto fraseologico di riferimento, anche in persone colte può destare perplessità la presenza della preposizione de davanti al genitivo cuius «del quale» (il genitivo in latino non è introdotto da preposizioni, e comunque la preposizione de richiederebbe l'ablativo quo).
Per estensione d'uso, al di fuori dell'ambito settoriale, de cuius può smarrire ogni riferimento alle successioni per causa di morte ed essere utilizzato come semplice eufemismo al posto di «morto» o «defunto».
Infine, l'espressione può essere usata in modo scherzoso («il de cuius») per indicare allusivamente la persona di cui si sta parlando.